# チェリザーノ
チェリザーノ（イタリア語: Cerisano）は、イタリア共和国カラブリア州コゼンツァ県にある、人口約3,100人の基礎自治体（コムーネ）。

## 地理

### 位置・広がり

#### 隣接コムーネ
隣接するコムーネは以下の通り。
- カストロリーベロ
- ファルコナーラ・アルバネーゼ
- フィウメフレッド・ブルーツィオ
- マラーノ・プリンチパート
- メンディチーノ

## 行政

### 分離集落
チェリザーノには、以下の分離集落（フラツィオーネ）がある。
- Codicina, Cozzo del Monte, Manche, Pianetto, Valli,Zadiana, Pira